# Odstavení
Odstavení je proces postupného zvykání mláděte savce na stravu, kterou bude konzumovat v dospělosti, přičemž se snižuje přísun mateřského mléka. Tento proces probíhá pouze u savců, jelikož ti jediní mateřské mléko produkují. Mládě (nebo dítě) se považuje za plně odstavené, pokud již nepřijímá žádné mateřské mléko ani jeho umělou náhražku.